# اورنج بیزنس سرویسز
اورنج بیزنس سرویسز (انگلیسی: Orange Business Services) شرکت مشاوره فناوری اطلاعات فرانسوی است، که در سال ۲۰۰۶ تأسیس شد.